# 阿德里安娜·苏韦克-舒伯特
阿德里安娜·苏韦克-舒伯特（波蘭語：Adrianna Sułek-Schubert，1999年4月3日—），波兰女子田径运动员，2022年世界室内田径锦标赛女子五项全能银牌得主、2022年欧洲田径锦标赛女子七项全能银牌得主、2023年欧洲室内锦标赛女子五项全能银牌得主。